# Pilea arguta
Pilea arguta är en nässelväxtart som först beskrevs av Carl Sigismund Kunth, och fick sitt nu gällande namn av Hugh Algernon Weddell. Pilea arguta ingår i släktet pileor, och familjen nässelväxter. Inga underarter finns listade i Catalogue of Life.